# Chó chăn cừu râu dài
Chó chăn cừu râu dài (Bearded Collie) hay BD, hoặc Beardie là một giống chó chăn cừu có nguồn gốc từ vùng Scotland. Collie theo ngôn ngữ Scotland là chó chăn cừu, thu được từ thuật ngữ cừu mặt đen Colley hay Coaley. Cái tên Bearded Collie đến từ râu dài dưới cằm mà kéo dài tới tận ngực, tạo nên bộ râu lớn. Chúng vui tính, hoạt bát, thân thiện với thành viên trong gia đình.

## Tổng quan
Bearded Collie là hậu duệ của loài chó chăn cừu Ba Lan (Polish Sheepdog) là giống lần đầu tiên được giới thiệu tại Scotland vào năm 1514 bởi thuyền trưởng Ba Lan, người mà đã bán 3 trong số những con chó của ông cho những người chăn gia súc Scotland để đổi lấy những con cừu có giá trị. Những con chó này được lai tạo với những con chó chăn gia súc địa phương và điều này đã là cơ sở để tạo nên loài chó Bearded Collie. Nó còn là một tổ tiên của loài chó chăn cừu Anh cổ (Old English Sheepdog), và rõ ràng là có họ hàng gần gũi với nhau.
Trải qua nhiều thế kỷ, Beardie được sử dụng ở Scotland như một con chó chăn cừu và gia súc khác, và được biết đến với nhiều tên gọi khác nhau như chó chăn cừu cao nguyên, loài Collie cao nguyên, loài collie râu dài. Tính cách và dáng vẻ đáng yêu của loài này làm cho nó trở thành một người bầu bạn trong gia đình. Loài này hầu như biến mất vào những năm đầu của thế kỷ 20, nhưng được phục hồi vào năm 1944.
Nó vẫn không được phổ biến rộng rãi. Vẫn khá hiếm hoi ở Mỹ, lứa cún đầu tiên được sinh ở Mỹ năm 1967. Loài chó này dường như liên quan đến loài chó chăn cừu cộc đuôi cổ của Anh. Nó tương tự như Beardie nhưng nhỏ hơn, gầy hơn và có một chiếc đuôi không bị cắt cộc. Nhiều tài năng của loài Beardie được công nhận như truy tìm dấu vết, chăn gia súc, thi khéo léo, vâng lời và trình diễn những thủ thuật. Bearded Collie vốn có nhiệm vụ chăn đuổi cừu. Với bộ lông của mình, chúng được dùng làm chó cảnh nhiều hơn. Chúng có bản chất thân thiện với người và do đó rất thích hợp cho việc nuôi trong gia đình.

## Đặc điểm
là một giống chó chăn cừu kích thước trung bình, chúng có chiều cao từ 51–56 cm và cân nặng 18–27 kg. Tầm vóc của con cái 51–53 cm, con đực 53–56 cm. Trọng lượng con cái từ 18–22 kg, con đực 23–28 kg. Chúng trông dẻo dai với bộ lông thô ráp và chiếc đuôi luôn ve vẩy. Beardie có đầu thủ rộng, mõm ngắn. Hàm răng lớn. Cặp mắt rộng và hài hòa với màu lông, ở vị trí cao trên đầu thủ. Đôi tai cụp sát đầu thủ và đuôi dài, buông thõng trừ những khi con chó thích thú điều gì đó đuôi sẽ vểnh lên. Nó là một loài chó khỏe khoắn, thô dã và năng động, nhưng không to lớn.
Màu lông gồm màu ghi, đen, xanh, xám, nâu, màu cát, có hoặc không có yếm trắng. Lông Bearded Collie có hai lớp. Lớp dưới là loại lông tơ dày, mềm và lớp lông trên dài, dày và cứng hơn. Không nên chải hàng ngày mà là hàng tuần độ 1,5–2 tiếng. Chúng có bộ lông thô ráp phủ toàn thân, thậm chí rậm cả ở cằm (do đó có tên là Beardie có nghĩa là râu dài). Bên cạnh đó, bộ lông còn chịu đựng được thời tiết khắc nghiệt, lớp lông tơ bên trong dày và mềm mại. 
Màu lông có thể thay đổi nhiều lần trong cuộc đời con vật. Những con cún thường sinh ra có màu đen, nâu, nâu vàng hoặc xanh da trời. Bộ lông cún sau đó sẽ mờ đi thành màu xám sáng hoặc màu kem. Khi con chó đạt đến độ trưởng thành, lông chúng sẽ sẫm màu một lần nữa với những màu đen, nâu, xanh da trời hoặc nâu vàng. Màu sắc cuối cùng ở một vài nơi giữa bộ lông cún và bộ lông thay hàng năm.
Tuổi thọ chúng khoảng 14 đến 15 năm. Lứa đẻ từ 4 – 12 cún, trung bình là bảy con chó con. Những vấn đề sức khỏe của chúng, là giống chó thường là khỏe mạnh nhưng có thể mắc loạn sản xương hông. Bộ lông dày liên quan đến vấn đề viêm da bán phần. Làm ướt bộ lông một chút trước khi chải. Gỡ bỏ những đám rối trước khi chúng rối bù, và nên chú ý hơn vào mùa thay lông. Mắt, tai và móng cần được kiểm tra hàng ngày. Tắm và tắm khô bằng dầu gội khi cần thiết. Loài này rụng lông ở mức trung bình. Bearded Collie cần hoạt động nhiều, ít nhất 2 giờ/ngày. Rất phù hợp làm chó thể thao.

## Tập tính

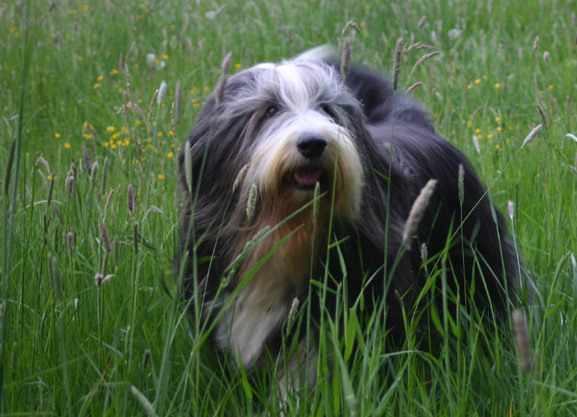

Chúng rất hài hước và dồi dào sức lực. Chúng nổi tiếng về sự bật nhảy, loài chó dồi dào sức lực này sẽ hấp dẫn với sự ngọt ngào, thích thú và hạnh phúc của nó. Nó thích đùa nghịch và sống động với chiếc đuôi không ngừng ve vẩy. Một người bạn hoàn hảo của trẻ em. Nhiệt tình, ổn định và đáng tin cậy. Con đực thường có xu hướng bướng bỉnh và cởi mở hơn, trong khi con cái thường điềm tĩnh và phục tùng hơn. Beardie cần được giao tiếp với nhiều người và không thích ở một mình mà không được làm gì cả. Nên cho chúng vận động, chạy nhảy thoải mái trước khi bỏ chúng một mình để đi đâu đó.
Nếu không được vận động đầy đủ về thể chất và tinh thần chúng có thể gây nên những hành vi sai lệch. Rất dễ huấn luyện cho nhiều mục đích khác nhau. Chủ nhân phải thể hiện được khả năng dẫn dắt nó nếu không nó sẽ cứng đầu. Cần dẫn dắt nó một cách điềm tĩnh, nhưng chắc chắn và tự tin, kiên định. Đặt ra những luật lệ mà con chó phải tuân thủ và nó phải luôn ghi nhớ. Huấn luyện vâng lời là cần thiết. Beardie là một thợ chăn cừu bẩm sinh. Chúng là một kẻ gây ồn ào vì thích sủa nhiều và to, nhưng không phải là một giống chó canh gác. Chúng không nên dè dặt hoặc hung hãn.
Chó chăn cừu râu dài không phù hợp với cuộc sống căn hộ. Chúng khá hiếu động trong nhà và sẽ tốt khi có sân rộng. Beardie có thể ngủ ngoài trời và là một con chó trang trại. Chúng cũng thoải mái khi mùa đông đến, ở khu vực ẩm ướt khi những con chó này phải ra ngoài trời dưới mọi điều kiện thời tiết. Chúng không thích bị nhốt và nên để cho chúng thoải mái khỏi dây xích. Beardie thích cuộc sống ngoài trời hơn. Là một loài chó ưa vận động nên cần chạy nhảy nhiều, và những chuyến đi dạo dài hàng ngày. Loài này thích chạy tự do thoải mái trong một khu vực rộng rãi.